# Єрьомін Іван Глібович
Іван Глібович Єрьомін (нар. 1895, село Михайловка Владимирського повіту Владимирської губернії, тепер Владимирської області, Російська Федерація — розстріляний 27 листопада 1937, місто Москва, тепер Російська Федерація) — радянський державний діяч, голова Владимирської губернської Ради народного господарства, заступник народного комісара легкої промисловості СРСР. Член ЦВК СРСР. Кандидат у члени ЦК ВКП(б) у 1934—1937 роках.

## Життєпис
Народився в родині робітника.
У 1907—1909 роках — шнурувальник бавовняної фабрики міста Собінка Владимирської губернії. У 1909—1914 роках — ткач, ткацький підмайстер ткацької фабрики Бажанова Кочуковської волості Владимирського повіту Владимирської губернії.
У 1914 — жовтні 1916 року — в російській імператорській армії, служив у розвідці.
У листопаді 1916 — травні 1917 року — ткацький підмайстер ткацької фабрики Бажанова села Ундол Кочуковської волості Владимирського повіту Владимирської губернії.
У травні — листопаді 1917 року — голова продовольчої управи в місті Владимирі.
Член РСДРП(б) з червня 1917 року.
У листопаді 1917 — листопаді 1918 року — робітник, голова фабричного комітету ткацької фабрики села Ундол Кочуковської волості Владимирського повіту Владимирської губернії. Одночасно з листопада 1917 по серпень 1918 року — начальник загону Червоної гвардії на село Ундол Владимирської губернії. У листопаді 1918 — березні 1919 року — голова заводоуправління ткацької фабрики (потім — імені Лакіна) села Ундол Кочуковської волості Владимирського повіту Владимирської губернії.
У березні 1919 — січні 1922 року — член виконавчого комітету Владимирської губернської ради, завідувач Владимирського губернського відділу текстильної промисловості, голова Владимирської губернської Ради народного господарства.
У січні 1922 — 1929 року — керуючий Владимирського бавовняного тресту, в.о. заступника голови правління Всесоюзного текстильного синдикату Вищої ради народного господарства (ВРНГ) СРСР.
У квітні 1930 — листопаді 1931 року — слухач Вищих академічних курсів командного складу промисловості в Москві.
У листопаді 1931 — січні 1932 року — член президії Вищої ради народного господарства (ВРНГ) СРСР.
13 січня 1932 — серпень 1934 року — 1-й заступник народного комісара легкої промисловості СРСР.
У серпні 1934 — 7 вересня 1937 року — 2-й заступник народного комісара легкої промисловості СРСР.
24 вересня 1937 року заарештований органами НКВС. Засуджений Військовою колегією Верховного суду СРСР 27 листопада 1937 року до страти, розстріляний того ж дня. Похований на Донському цвинтарі Москви.
17 березня 1956 року реабілітований, 22 березня 1956 року посмертно відновлений у партії.